# Muscle fléchisseur radial du carpe
Le muscle fléchisseur radial du carpe (anciennement appelé muscle grand palmaire), est un muscle de l'avant-bras. Il est situé dans le plan superficiel de la loge antebrachiale antérieure. Dans la littérature scientifique il est abrégé FCR, pour le latin : flexor carpi radialis.

## Origine
Le muscle fléchisseur radial du carpe se fixe sur l'épicondyle médial de l'humérus par l'intermédiaire du tendon commun des fléchisseurs en dessous du rond pronateur.
Il se fixe également sur le fascia antébrachial et de ses cloisons de séparation avec les muscles voisins.

## Trajet
Le muscle fléchisseur radial du carpe est oblique en bas et en dehors et se poursuit par un tendon qui limite médialement le sillon du pouls radial limité latéralement par le muscle brachio-radial. 
Le tendon passe sous le rétinaculum des fléchisseurs entouré d'une gaine séreuse et passe dans la partie latérale du canal carpien.

## Insertion
Le tendon du muscle fléchisseur radial du carpe se termine sur la face ventrale de la base des 2e et 3e métacarpiens et envoie une expansion au trapèze.

## Innervation
Le muscle fléchisseur radial du carpe est innervé par le nerf du muscle fléchisseur radial du carpe branche du nerf médian.

## Action
Ce muscle est principalement fléchisseur du poignet et abducteur radial du carpe. Il agit également sur la pronation de la main.

## Galerie

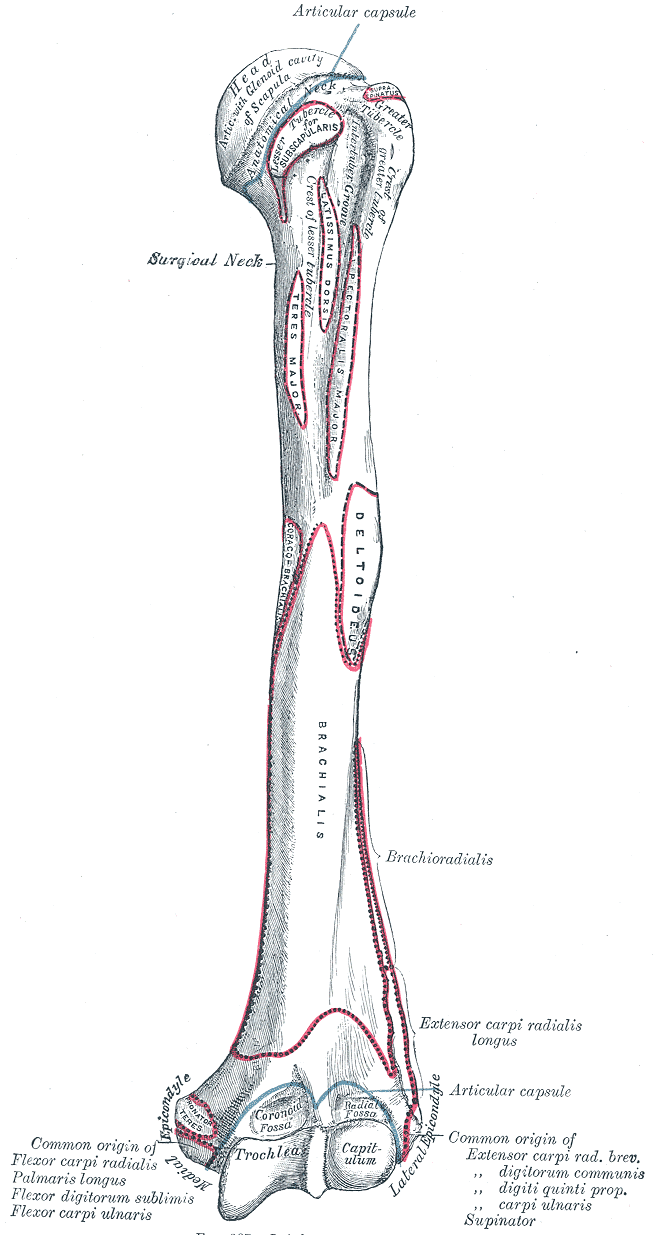
Insertion humérale du muscle fléchisseur radial du carpe (flexor carpi radialis)
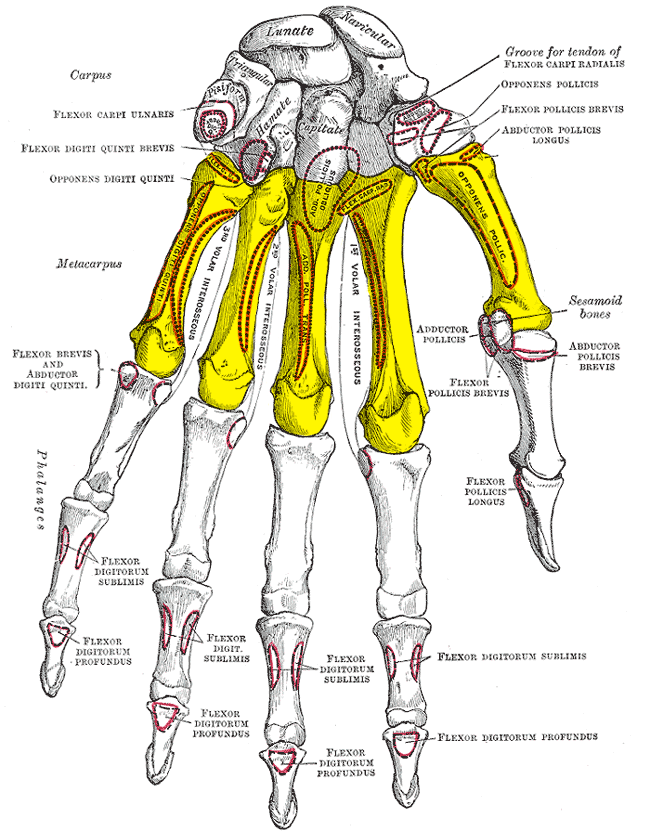
Insertion métacarpienne du muscle fléchisseur radial du carpe (flexor carpi radialis).